# Concisión
La concisión es una característica de los discursos, las escrituras, y, por lo tanto, también en las estructuras de los datos, los juegos algorítmicos y el pensamiento en general, exhibiendo tanto claridad como brevedad. Es el opuesto de verbosidad, la cual es unos de los excesos de las palabras.
La brevedad en la concisión que no se logra acortando material original codificando o comprimiéndola, pero más bien omitiendo el material redundante del mismo.